# Syllepte leucodontia
Syllepte leucodontia là một loài bướm đêm trong họ Crambidae.